# Церковь Троицы Живоначальной (Усть-Ницинское)
Церковь Троицы Живоначальной — православный храм Алапаевской епархии Русской православной церкви, расположенный в селе Усть-Ницинском Слободо-Туринского района Свердловской области.
Решением № 535 Исполнительного комитета Свердловского областного Совета народных депутатов от 31 декабря 1987 года присвоен статус памятника архитектуры регионального значения.

## История
Храм расположен в центральной части села на правом берегу реки Ницы. Первое здание церкви было деревянным, 1732 года постройки. Строительные работы каменного здания велись в 1777—1779 годах. Здание двухэтажное, двухпрестольное, с колокольней. Часть храма была тёплой, освящена во имя Успения Божией Матери. Часть холодной, освящена во имя Троицы Живоначальной. Придел нижнего яруса был освящён во имя Покрова Пресвятой Богородицы. Западная часть использовалась для ночлега торговцев на пути к Ирбитской ярмарке. В состав прихода входили четыре часовни, две из которых в селе, одна в деревне Лукиной и одна в деревне Ерховке. Всего в состав прихода входило 10 деревень. Число прихожан немногим более 3100. Причт состоял из двух священников, диакона и двух псаломщиков
.
В 1937 году здание закрыто, богослужения прекращены. Позднее использовалось как клуб. В 1958 году здание сильно пострадало от пожара.
В 1990-х годах здание возвращено Русской православной церкви. С 1998 года ведутся восстановительные работы. С 2001 года организована православная община и ведутся регулярные службы.

## Архитектура
Архитектура церкви является примером «сибирского барокко», более поздние работы выполнены в стиле классицизма. Двухэтажное каменное здание. Храм и колокольня расположены по одной оси. Западный придел выполнен в форме большой арки.